# 美国空军太空司令部
空军太空司令部 （英語：Air Force Space Command，縮寫簡稱：AFSPC）在2019年12月20日之前是美國空軍麾下一個一级司令部，總部位於美國科羅拉多州的彼得森空軍基地，該司令部成立於1982年9月，負責以人造衛星和洲際彈道飛彈（ICBM）來保護美國本土，對美國掌握全球動向與武力投射非常重要，GPS也在該部管轄下。空軍全球打擊司令部（英語：Air Force Global Strike Command，縮寫簡稱：AFGSC）在2009年8月成立後，洲際彈道飛彈（ICBM）移交給AFGSC。空軍在成立空軍賽博司令部（Air Force Cyber Command ）未果后，該臨時司令部的職能也併入本司令部。2019年12月20日，空軍太空司令部從空軍獨立升格為美軍獨立軍種美國太空軍。

## 任務
太空部隊之使命為藉控制與利用太空以保衞合衆國。

## 历任司令
| 屆次       | 照片 | 姓名                    | 工种                       | 任期起始       | 任期结束       | 上一职务                         | 下一职务                                           |
| ---------- | ---- | ----------------------- | -------------------------- | -------------- | -------------- | -------------------------------- | -------------------------------------------------- |
| 1.         |      | 詹姆斯·哈廷格上将       | 战斗机飞行员               | 1982年9月1日   | 1984年7月30日  | 第12航空队司令                   | 退役                                               |
| 2.         |      | 罗伯特·赫雷斯上将       | 飞行员 太空导弹            | 1984年7月30日  | 1986年10月1日  | 联合参谋部C3系统总监             | 参谋长联席会议副主席                               |
| 3.         |      | 莫里斯C.帕登少将        |                            | 1986年10月1日  | 1987年10月29日 |                                  |                                                    |
| 4.         |      | 唐纳德·库迪纳中将       | 飞行员 太空导弹            | 1987年10月29日 | 1990年3月29日  | 太空师副司令                     | 北美防空防天司令部&美国太空司令部司令              |
| 5.         |      | 小托马斯·穆尔曼中将     | 情报 太空导弹              | 1990年3月29日  | 1992年3月23日  | 空军系统司令部副司令特别助理     | 太空司令部副司令 空军副参谋长                      |
| 6.         |      | 唐纳德·库迪纳上将       | 飞行员 太空导弹            | 1992年3月23日  | 1992年6月30日  | 美国太空司令部司令               | 退役                                               |
| 7.         |      | 查尔斯·霍纳上将         | 战斗机飞行员               | 1992年6月30日  | 1994年9月13日  | 第9航空队&美国中央司令部空军司令 | 退役                                               |
| 8.         |      | 约瑟夫·阿什上将         | 战斗机飞行员               | 1994年9月13日  | 1996年8月26日  | 第16航空队&南欧联合空军司令      | 退役                                               |
| 9.         |      | 豪威尔·埃斯特斯三世上将 | 战斗机飞行员               | 1996年8月26日  | 1998年8月14日  | 联合参谋部作战总监               | 退役                                               |
| 10.        |      | 理查德·迈尔斯上将       | 战斗机、运输机飞行员       | 1998年8月14日  | 2000年2月22日  | 太平洋空军司令                   | 参谋长联席会议副主席 参谋长联席会议主席            |
| 11.        |      | 拉尔夫·埃伯哈特上将     | 战斗机、运输机飞行员       | 2000年2月22日  | 2002年4月19日  | 空战司令部司令                   | 北方司令部司令&北美防空防天司令部司令              |
| 12.        |      | 兰斯·洛德上将           | 洲际弹道导弹 太空          | 2002年4月19日  | 2006年4月1日   | 空军助理副参谋长                 | 退役                                               |
| 副司令代理 |      | 弗兰克·克茨中将         | 洲际弹道导弹 太空          | 2006年4月1日   | 2006年6月26日  | 第20航空队司令                   | 空军助理副参谋长&参谋部主任 空军全球打击司令部司令 |
| 13.        |      | 凱文·齊爾頓上将         | 战斗机飞行员 試飛員 太空人 | 2006年6月26日  | 2007年10月3日  | 第8航空队司令                    | 美国战略司令部司令                                 |
| 代理       |      | 迈克尔·哈梅尔中将       |                            | 2007年10月3日  | 2007年10月12日 |                                  |                                                    |
| 14.        |      | 罗伯特·凯勒上将         | 洲际弹道导弹 太空          | 2007年10月12日 | 2011年1月5日   | 美国战略司令部副司令             | 美国战略司令部司令                                 |
| 15.        |      | 威廉·谢尔顿上将         | 太空                       | 2011年1月5日   | 2014年8月15日  | 空军助理副参谋长&参谋部主任      | 退役                                               |
| 16.        |      | 约翰·海腾上将           | 太空                       | 2014年8月15日  | 2016年10月25日 | 空军太空司令部副司令             | 战略司令部司令                                     |
| 17.        |      | 约翰·雷蒙德上将         | 太空                       | 2016年10月25日 | 2019年12月20日 | 空军作战副参谋长                 |                                                    |

## 编制

### 总部

#### 长官
- 司令
- 副司令
- 参谋主任
- 预备役顾问
- 空军国民警卫队顾问
- 司令官行动组
- 空军职能运作
- 国家安全空间研究室
- 空间保卫项目办公室

#### 特业参谋
- 历史长官办公室
- 监察长办公室
  - 监察科
  - 投诉处理科
- 牧师长官办公室
- 经济管理与审计处
  - 经济分析科
    - 项目整合股
    - 经济业务股
    - 采办支援股

  - 经济服务科
    - 经济系统股
    - 客服股
    - 计划训练股
    - 经济管理职能经理
- 法律顾问
  - 行政法部门
  - 民法部门
  - 环境法部门
  - 执行机构
  - 空间和国际法部门
  - 军事司法
  - 作战法部门
  - 商法和财政法部门
- 公共事物办公室
  - 外联科
  - 业务科
  - 需求发展科
- 安全处
  - 安全指挥办公室
  - 陆地安全科
  - 武器安全科
  - 空间安全科
  - 系统安全科
- 军医长办公室
  - 医务支援科
  - 航天医务科
  - 远征业务科

#### 空军标准参谋机构
- 人力人事与服务处 A1
  - 人事支援科 A1K
    - 士兵发展股 A1KA
    - 教育业务股 A1KE
    - 人事规划股 A1KK

  - 高级领导发展办公室 A1L
  - 人力和组织科 A1M
    - 需求股 A1MR
    - 规划股 A1MP

  - 服务科 A1S
    - 人员和家属服务股 A1SA
    - 社区服务股 A1SC
    - 市场服务股 A1SR
    - 维护服务股 A1SS

  - 战备综合科 A1R
    - 问题分析股 A1RI
    - 战备股 A1RR
- 情报侦察监视处 A2
  - 分析应用科 A2A
  - 业务科 A2O
  - 部队科 A2F
  - 特殊安全办公室 A2S
  - 战略规划科 A2X
  - 特殊项目整合科 A2Z
- 空天核武作战处 A3
  - 空间态势感知和指挥控制作战科 A3C
    - 空间态势感知传感器与整合股 A3CS
    - 指挥控制系统作战与整合股 A3CN
    - 空间态势感知和指挥控制架构与整合股 A3CI

  - 情报侦察监视作战科 A3F
    - 陆基预警防御监视股 A3FG
    - 情报侦察监视整合股 A3FI
    - 天基预警防御监视股 A3FS
    - 空天气象股 A3FW

  - 军事卫星通信作战科 A3M
    - 宽带股 A3MW
    - 窄带股 A3MN
    - 受保护带股 A3MP

  - 核武和直升机业务科 A3N
    - 直升机业务股 A3NH
    - 核武作战股 A3NN
    - 洲际弹道导弹作战股 A3NO

  - 当前作战科 A3O
    - 战备股 A3OR
    - 传令政策与程序股 A3OP
    - 自适应计划股 A3OX
    - 空军远征部队部署股 A3OD
    - 当前作战股 A3OO

  - 定位导航受时作战科 A3P
    - 天基段股 A3PS
    - 陆基段股 A3PG

  - 资源需求科 A3R
    - 机场运作股 A3RA
    - 发射靶场与卫星测控网股 A3RS

  - 训练测试评估科 A3T
    - 作战测试评估股 A3TO
    - 作战训练与标准化评估股  A3TT
    - 训练股 A3TX
    - 武器战术股 A3TW

  - 空间指挥控制与整合科 A3Z
    - 空间概念股 A3ZE
    - 空间整合作战股 A3ZI
- 设施后勤和任务支援处 A4/7
  - 洲际弹道导弹系统保障科 A4N
    - 核武指挥控制系统股 A4NC
    - 导弹系统股 A4NI
    - 任务系统支援股 A4NM
    - 弹药维护股 A4NW

  - 后勤战备科 A4R
    - 器材管理股 A4RM
    - 计划整合股 A4RX

  - 空间系统保障科 A4S
    - 空间态势感知和指挥控制股 A4SA
    - 军事卫星通信保障股 A4SM
    - 政策计划股 A4SP
    - 发射靶场和网络股 A4SS
    - 情报侦察监视股 A4SW
    - 空间优势股 A4SY

  - 计划科 A4/7P
    - 资本改善股 A4/7PC
    - 计划发展股 A4/7PD
    - 计划股 A4/7PP

  - 资源科 A4/7R
    - 经济管理股 A4/7RF
    - 信息管理股 A4/7RI
    - 部队管理股 A4/7RM

  - 战备和快反管理科 A4/7X
    - 爆炸品处理股 A4/7XD
    - 火警处理股 A4/7XF
    - 紧急时间管理股 A4/7XM
    - 核响应股 A4/7XN
    - 战备和远征支援股 A4/7XZ

  - 资产管理科 A7A
    - 不动产股 A7AB
    - 综合商业发展股 A7AI
    - 自然资产股 A7AN
    - 环境质量股 A7AQ

  - 缔约科 A7K
  - 运作科 A7O
    - 基础设施股 A7OI
    - 公共事业私营化股 A7OP
    - 运作支援支援股 A7OS

  - 宪兵科 A7S
    - 对策股 A7SC
    - 宪兵作战股 A7SO
    - 项目资源股 A7SX

  - 工程技术助理项目办公室 A7Z
  - 导弹工程中队 MES
    - 导弹工程系统整合股 MESI
    - 导弹工程电子系统股 MESE
    - 导弹工程化学系统股 MESM
- 计划需求处 A5
  - 空间态势感知和指挥控制科 A5C
    - 架构整合股 A5CI
    - 空间态势感知和指挥控制系统股 A5CN
    - 空间态势感知传感器股 A5CS

  - 空间防卫和信息作战需求科 A5D
    - 空间防卫和信息作战项目股 A5DP
    - 空间防卫和信息作战技术股 A5DZ

  - 情报侦察监视科科 A5F
    - 空间雷达股 A5FR
    - 天基传感器股 A5FS
    - 陆基预警股 A5FG

  - 军事卫星通信科 A5M
    - 保护带股 A5MP
    - 宽带股 A5MW

  - 威慑和打击科 A5N
    - 未来概念股 A5NF
    - 洲际弹道导弹现代化股 A5NM

  - 定位导航和受时科 A5P
    - 系统股 A5PS
    - 服务股 A5PG

  - 发射靶场和网络科 A5R
    - 卫星指挥控制股 A5RC
    - 航天器和靶场需求股 A5RL

  - 作战响应空间科 A5V
    - 发射运载器股 A5VL
    - 整合股 A5VI
    - 航天器股 A5VS

  - 政策整合科 A5X
    - 政策过程股 A5XR
    - 计划执行股 A5XP
    - 科学 技术股 A5XS
- 通信信息处 A6
  - 通信和信息作战支援组
  - 任务能力科 A6C
    - 能力支援股 A6CT
    - 整合需求股 A6CR

  - 网络中心化科 A6N
    - 架构整合股 A6NA
    - 信息保障股 A6NI
    - 通信和信息反馈股 A6NR

  - 资源计划和政策科 A6X
    - 计划政策和缔约管理股 A6XP
    - 资源股 A6XR
- 计划规划和分析处 A8/9
  - 基地和国际事物科 A8I
    - 基地和单位股 A8IB
    - 外国泄露股 A8IF
    - 国际政策和武装控制股 A8IP

  - 规划科 A8P
    - 规划整合股 A8PE
    - 任务支援整合股 A8PL
    - 部队应用和导弹预警股 A8PM
    - 空间部队增强股 A8PS
    - 空间控制股 A8PY

  - 计划科 A8X
    - 战略研究和战争游戏股 A8XC
    - 空间战略条令和政策股 A8XS
    - 核武战略条令和政策股 A8XN
    - 战略计划股 A8XP

  - 特殊项目科 A8Z
    - 特殊项目机房 A8ZP
    - 特殊项目计划股 A8ZX
    - 安全反间和特殊项目纰漏股 A8ZS

  - 分析评估科 A9A
    - 部队应用股 A9AA
    - 空间控制股 A9AC
    - 部队增强股 A9AE
    - 空间支援股 A9AS
    - 分析议程办公室股 A9AX

  - 部队结构分析科 A9F
    - 能力评估股 A9FA
    - 战略政策股 A9FI
    - 建模仿真发展股 A9FM
    - 计划规划分析股 A9FP
    - 资源分析股 A9FR

  - 经验教训科 A9L
  - 技术评估办公室 A9T
  - 首席分析师 A9Z

### 编号航空隊
目前辖有两支编号航空队

#### 第14航空隊
空军第14航空队总部位于加利福尼亚州范登堡空军基地，负责航天领域，支持美国战略司令部和北美防空司令部。
- 第614航太作战中心，加利福尼亚州，范登堡空军基地，航空队的作战中心
- 第21太空联队，科罗拉多州，彼得森空军基地，空间控制、导弹预警、空间态势感知
- 第30太空联队，加利福尼亚州，范登堡空军基地，航天发射
- 第45太空联队，佛罗里达州，帕特里克空军基地，航天发射
- 第50太空联队，科罗拉多州，施里弗空军基地，航太作战
- 第460太空联队，科罗拉多州，巴克利空军基地，操控军事卫星

#### 第24航空隊
第24航空隊重建于2009年8月，总部位于拉克兰空军基地，负责赛博领域。
- 第624作战中心，拉克兰空军基地
- 第67网络战联队，拉克兰空军基地
- 第688信息战联队，拉克兰空军基地
- 第689通信战联队，罗宾斯空军基地

### 直接汇报单位

#### 空间导弹系统中心
空间导弹系统中心位于加利福尼亚州洛杉矶空军基地，其职能类似装备部门，负责空军乃至整个国防部的空间装备系统的设计和获取，与空军空间方向项目执行办公室关系比较密切
- 空间优势系统处
- GPS处
- 发射靶场系统处
- 军事星通信系统处
- 天基红外系统处
- 空间发展测试处
- 国防气象系统处
- 空间后勤处
- 卫星测控网系统处
- 导弹防御空间系统处

#### 空间创新发展中心
空间创新发展中心位于科罗拉多州，施里弗空军基地，负责空间力量的作战应用方向。

#### 空军网络集成中心
空军网络集成中心位于斯科特空军基地，负责网络集成、赛博模拟、网络标准、架构和工程服务。
- 网络架构处
- 网络工程处
- 网络认证处
- 网络处
- 计划规划处

#### 空军频谱管理办公室
为空军和国防部提供无线电频谱规划、维护、频谱接入等

## 图集

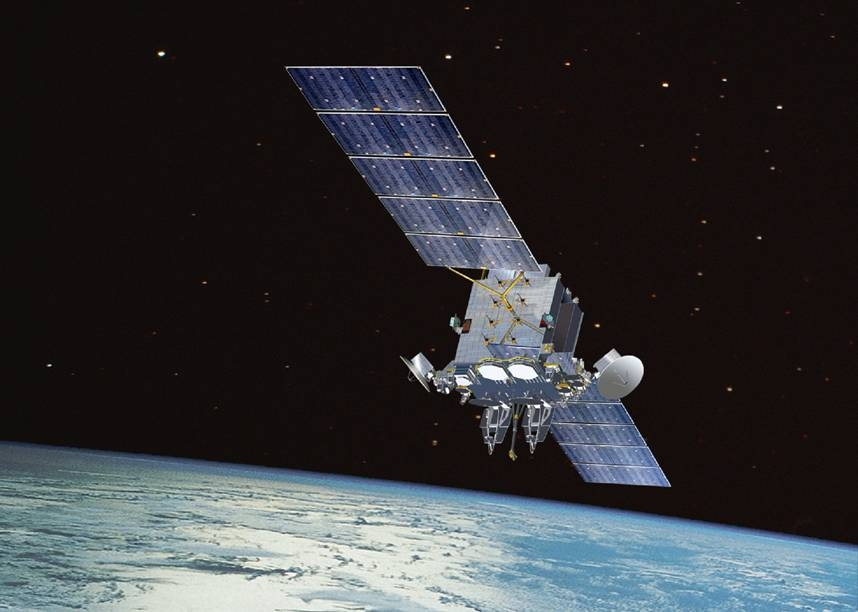
AEHF軍用衛星
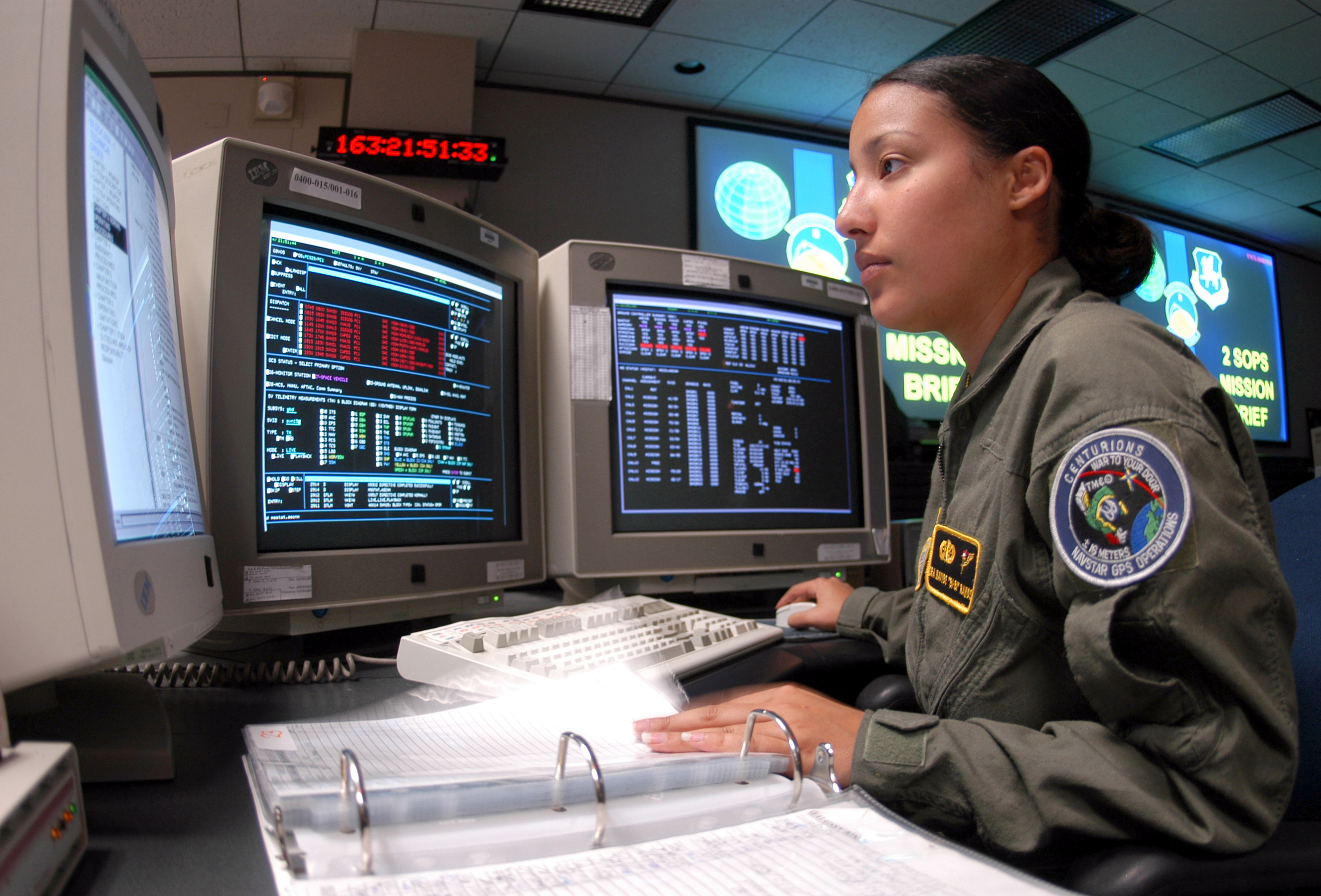
GPS操作室
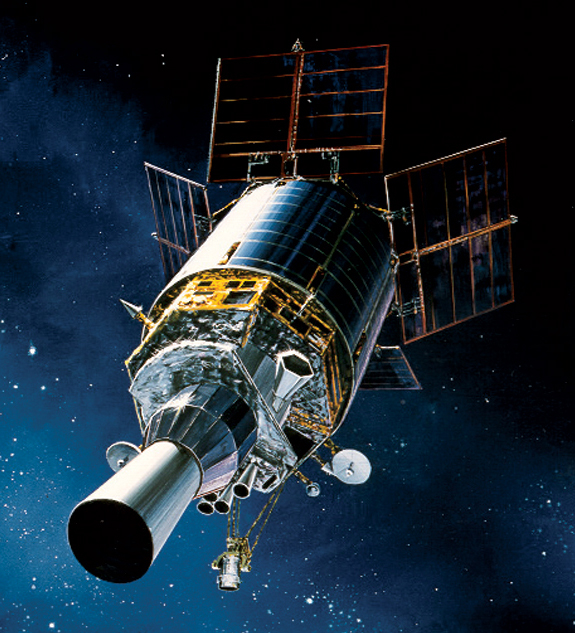
偵測洲際飛彈的DSP衛星
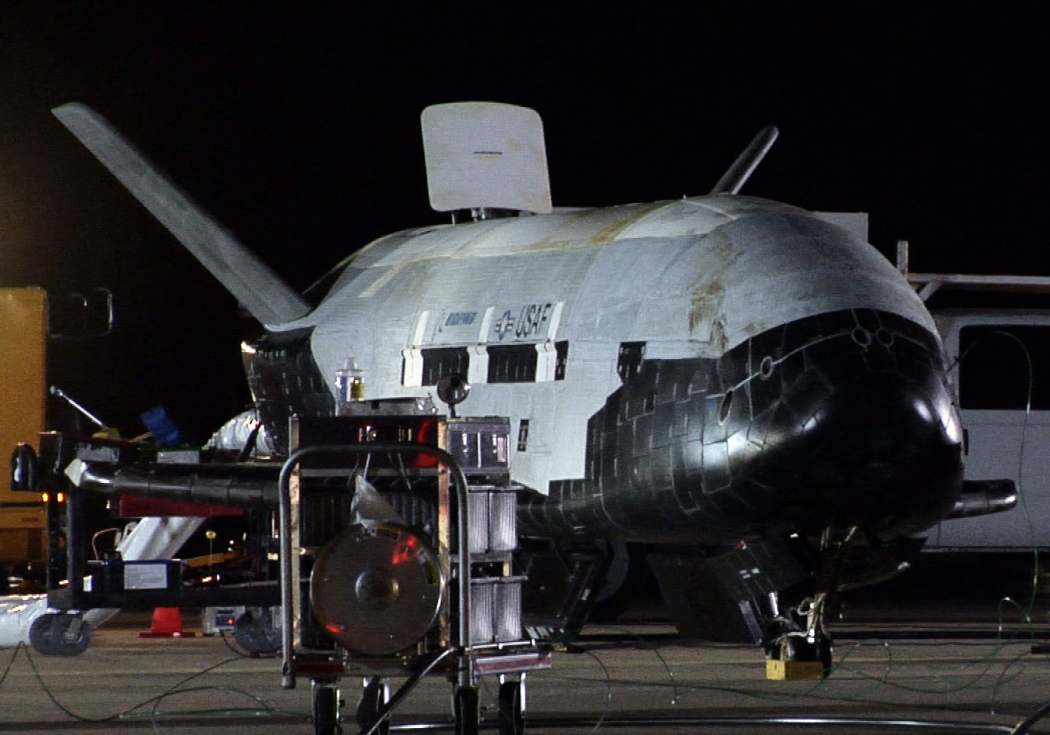
X-37無人太空梭
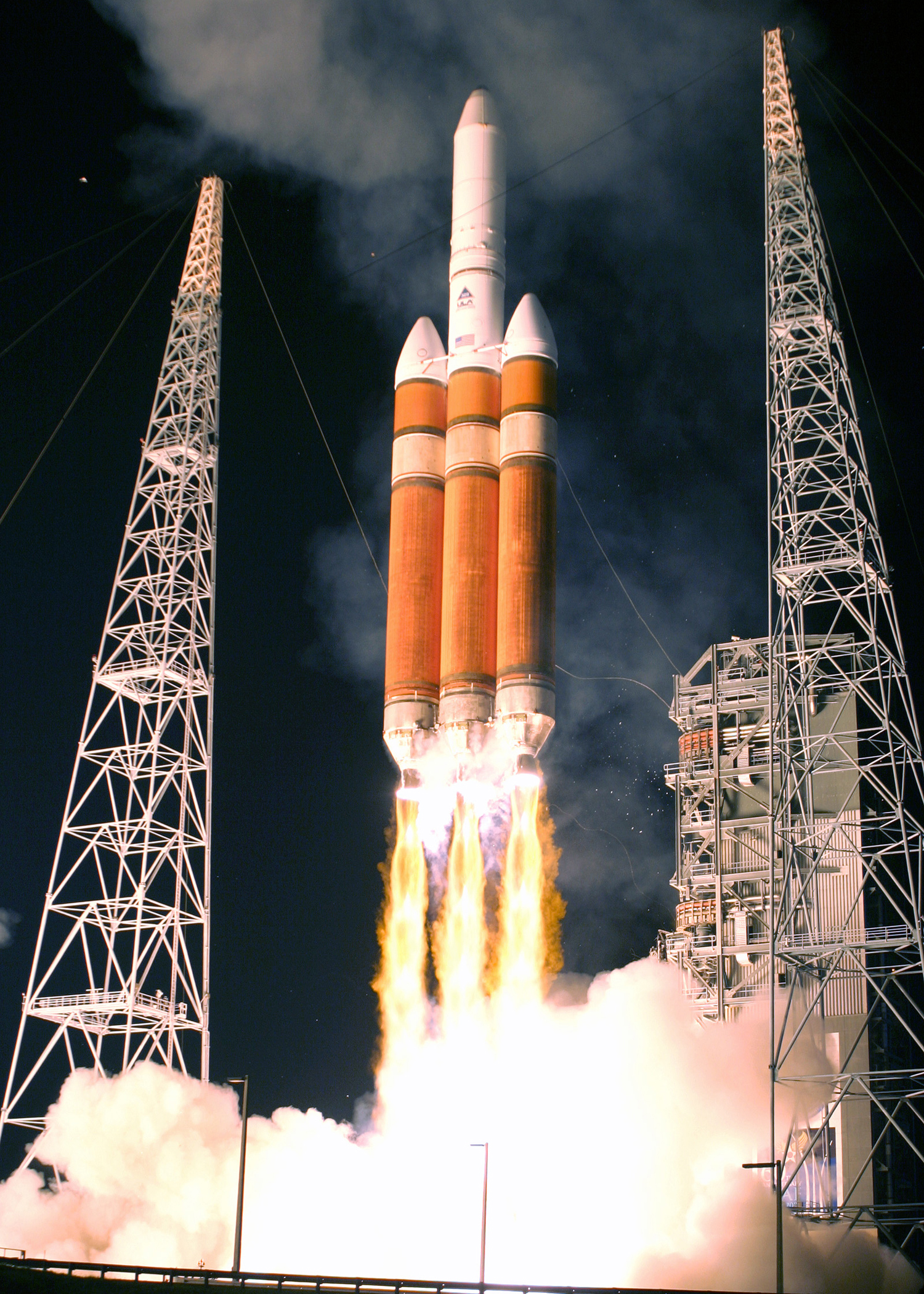
三角洲四號運載火箭
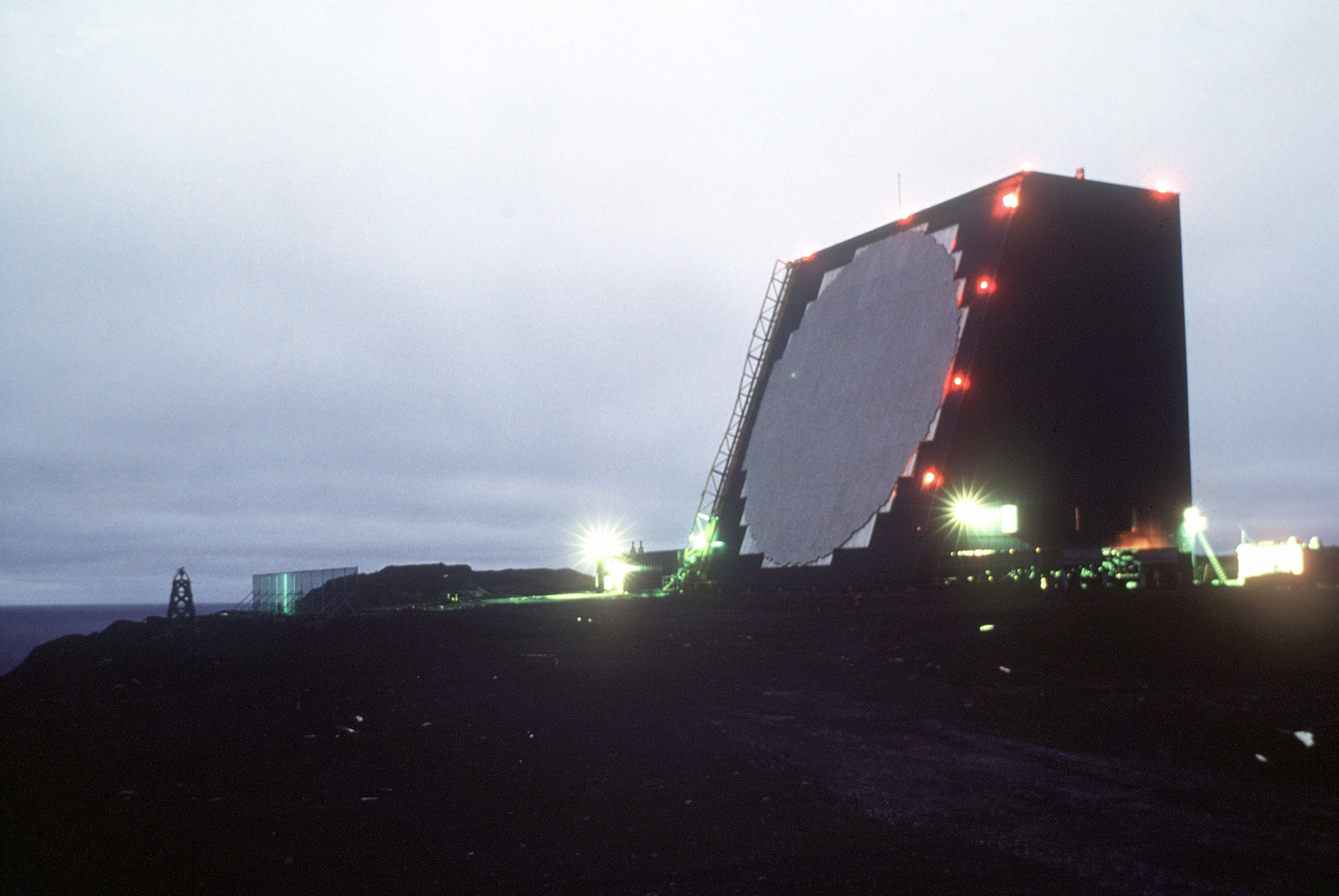
Cobradane防空雷達

## 聯繫管道
Air Force Space Command 

Public Affairs Office

150 Vandenberg St., Suite 1105

Peterson AFB, CO 80914-4500
DSN 692-3731, or (719) 554-3731.